# 夏朗德河畔比萨克
夏朗德河畔比萨克（法語：Bussac-sur-Charente，法語發音：[bysak syʁ ʃaʁɑ̃t]）是法国滨海夏朗德省的一个市镇，位于该省中部偏东，属于桑特区。

## 地理
夏朗德河畔比萨克（45°47'10"N, 0°38'3"W）面积9.98 平方千米，位于法国新阿基坦大区滨海夏朗德省，该省份为法国西部滨海省份，北起旺代省，西临大西洋，南至吉倫特省，东南接多爾多涅省，东北接德塞夫勒省接壤，东临夏朗德省。
与夏朗德河畔比萨克接壤的市镇（或旧市镇、城区）包括：勒杜埃、丰库韦尔特、昂沃港、圣韦兹、桑特。

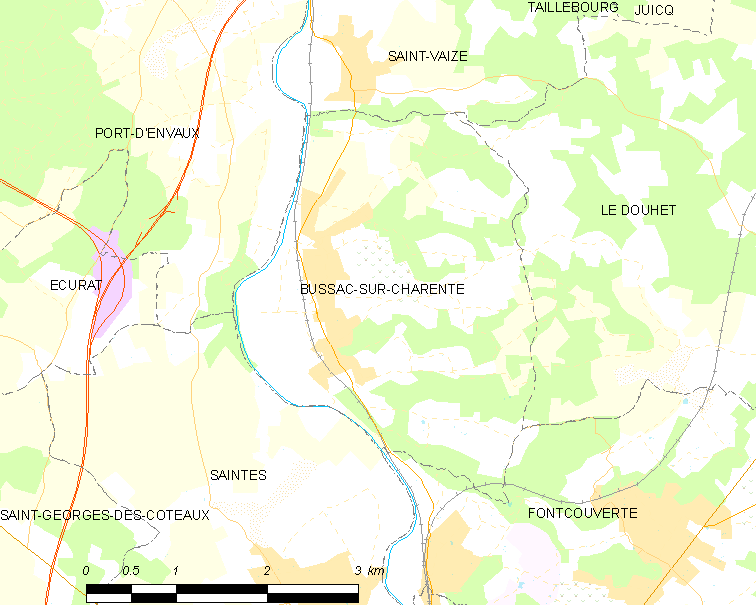
夏朗德河畔比萨克的OSM定位图

夏朗德河畔比萨克的时区为UTC+01:00、UTC+02:00（夏令时）。

## 行政
夏朗德河畔比萨克的邮政编码为17100，INSEE市镇编码为17073。

## 政治
夏朗德河畔比萨克所属的省级选区为沙尼耶县。

## 人口

1962-2008年间夏朗德河畔比萨克人口变化图示

夏朗德河畔比萨克于2022年1月1日时的人口数量为1313人。